# ライヴ・センテンス
『ライヴ・センテンス』（Live Sentence）は、グラハム・ボネットが率いるヘヴィメタル・バンド、アルカトラスが1984年に録音・発表したライブ・アルバム。1984年初頭に行われた日本公演のうち、1月28日の中野サンプラザ公演のライヴ音源が収録された。

## 解説
収録曲のうち「シンス・ユー・ビーン・ゴーン」と「オール・ナイト・ロング」は、グラハム・ボネットがレインボー時代に歌唱した曲で、「孤独のナイト・ゲームス」はボネットのソロ・アルバム『孤独のナイト・ゲームス』（1981年）の収録曲。「カミング・バッハ」と「イヴィル・アイ」はインストゥルメンタルで、後者はイングヴェイ・マルムスティーンのソロ・アルバム『ライジング・フォース』（1984年）でスタジオ録音のヴァージョンが発表された。
この日のライヴは映像作品『No Parole From Rock'N'Roll Tour - Live In Japan 1984.1.28』にも収録されており、2010年には同作のオーディオ・トラックを収録したCD『ノー・パロール・フロム・ロックン・ロール・ツアー〜ライヴ・イン・ジャパン 1984.1.28 オーディオ・トラックス』もリリースされた。これらの作品には、『ライヴ・センテンス』のオリジナル盤には収録されていなかったアルカトラスの楽曲「ビッグ・フット」「サファー・ミー」に加えて、ボネットがレインボー時代に歌唱した「ロスト・イン・ハリウッド」、マイケル・シェンカー・グループ時代に歌唱した「デザート・ソング」、瀧廉太郎作曲の「荒城の月」、エディ・コクランのカヴァー「サムシン・エルス」も含まれている。また、2011年にイギリスのレーベルThe Store for Musicから発売された本作の再発CDには、前述した曲がアルバム本編の後にボーナス・トラックとして収録された。

## 収録曲
特記なき楽曲はグラハム・ボネットとイングヴェイ・マルムスティーンの共作。
1. トゥー・ヤング・トゥ・ダイ、トゥー・ドランク・トゥ・リヴ - "Too Young to Die, Too Drunk to Live" – 4:47
2. ヒロシマ・モナムール - "Hiroshima Mon Amour" – 4:13
3. 孤独のナイト・ゲームス - "Night Games" (Ed Hamilton) – 3:28
4. アイランド・イン・ザ・サン - "Island in the Sun" (Graham Bonnet, Yngwie Malmsteen, Jimmy Waldo) – 4:10
5. クリー・ナクリー - "Kree Nakoorie" (G. Bonnet, Y. Malmsteen, J. Waldo) – 6:53
6. カミング・バッハ - "Coming Bach" (Public Domain) – 0:52
7. シンス・ユー・ビーン・ゴーン - "Since You Been Gone" (Russ Ballard) – 3:33
8. イヴィル・アイ - "Evil Eye" (Y. Malmsteen) – 5:13
9. オール・ナイト・ロング - "All Night Long" (Ritchie Blackmore, Roger Glover) – 5:47

### 2011年イギリス盤CDボーナス・トラック
1. "Big Foot" - 4:12
2. "Suffer Me" - 4:52
3. "Desert Song" (G. Bonnet, Michael Schenker) - 5:10
4. "Guitar Crash" (Y. Malmsteen) - 4:00
5. "Lost in Hollywood" (R. Blackmore, R. Glover, Cozy Powell) - 5:25
6. "Kojo No Tsuki" (瀧廉太郎) - 1:36
7. "Somethin' Else" (Eddie Cochran, Sharon Sheeley) - 3:38

## 参加ミュージシャン
- グラハム・ボネット - ボーカル
- イングヴェイ・マルムスティーン - ギター
- ジミー・ウォルドー - キーボード
- ゲイリー・シェア - ベース
- ヤン・ウヴェナ - ドラムス